# Aleksander von der Bellen
Aleksander Konstantin von der Bellen (rusko Александр Фон дер Беллен), ruski liberalni politik in plemič; * 5. julij 1859, Pskov, Rusko cesarstvo, † 11. februar 1924, Talin, Estonija.
Pozneje je bil znan tudi kot Alexander van der Bellen, družina in prijatelji pa so ga klicali Sascha.

## Ozadje
Bellen je pripadal družini von der Bellen, ruski plemiški družini nizozemskega porekla, ki je bila v začetku 19. stoletja v Rusiji priznana za plemiško in je pripadala premožnemu plemstvu Pskova. Kot prvi jezik so člani družine govorili rusko.
Alexander Konstantin von der Bellen je dedek sedanjega avstrijskega predsednika in nekdanjega vodje avstrijske Zelene stranke, Alexandra Van der Bellna.

## Javna služba in politika
Opravljal je različne upravne funkcije v Pskovu in v širši provinci Ruskega cesarstva, kjer je bil provincialni komisar (vodja provincialne vlade) Pskova. Marca in julija 1917 je bil tudi član ruske začasne vlade, preden je cesarska nemška vojska med prvo svetovno vojno vdrla na območje Pskova.

## Pobeg v Estonijo
Poleti 1919, ko je Pskov za kratek čas zasedla estonska vojska, je Bellen z ženo in sinovi pobegnil pred napredujočo boljševiško Rdečo armado in se naselil v na novo neodvisni Estoniji. Tam je družina spremenila plemiški delček v svojem imenu iz nemškega von v nizozemski van, ker je bil nemški plemiški predimek, ki ga uporablja veliko ruskega plemstva, v Estoniji z zakonom izrecno prepovedan kot znak ruskega plemstva.